# Legenda Zorro
Legenda Zorro (ang. The Legend of Zorro) – film przygodowy amerykańskiej produkcji z 2005 roku w reżyserii Martina Campbella. Kontynuacja filmu „Maska Zorro” z Antonio Banderasem w roli tytułowej, która w oczach krytyków nie spotkała się z tak pozytywnym przyjęciem, jak jej poprzednik, a jednak mimo to przez widzów została przyjęta pozytywnie.
Akcja rozgrywa się w 1850, roku włączenia Kalifornii do USA. Tym razem Zorro musi zmierzyć się z tajną organizacją Rycerzy Aragonii, którzy spiskują w celu wywołania wojny domowej i zniszczenia kraju.

## Obsada
- Antonio Banderas – Alejandro De La Vega/Zorro
- Catherine Zeta-Jones – Elena De La Vega
- Rufus Sewell – hrabia Armand
- Alberto Reyes – Brat Ignacio
- Adrian Alonso – Joaquin De La Vega
- Pedro Armendáriz Jr. – Gubernator Don Pedro